# 片瀬裕文
片瀬 裕文（かたせ ひろふみ、1959年（昭和34年）6月15日 - ）は、日本の経産官僚。経済産業省産業技術環境局長や通商政策局長、経済産業審議官を経て、日本I-Pulse株式会社代表取締役社長。

## 人物・経歴
- 1982年（昭和57年）3月	東京大学法学部卒業[1]
- 1982年（昭和57年）4月	通商産業省入省[2]
- 2000年（平成12年）10月	通商産業大臣官房政策審議室長[2]
- 2002年（平成14年）7月	通商産業省資源エネルギー庁石油・天然ガス課長[2]
- 2006年（平成18年）7月	経済産業省製造産業局航空機武器宇宙産業課長[2]、内閣官房内閣参事官（内閣官房副長官補付）、内閣官房内閣参事官（内閣情報調査室）
- 2008年（平成20年）8月	経済産業省大臣官房参事官（国際産業調査担当）[2]
- 2009年（平成21年）7月	経済産業省大臣官房審議官（貿易経済協力局担当兼国際博覧会担当）[2]
- 2010年（平成22年）7月	内閣官房内閣審議官（内閣官房副長官補付）、内閣官房宇宙開発戦略本部事務局審議官[2]
- 2012年（平成24年）7月	経済産業省大臣官房審議官（通商政策局担当）[2]
- 2013年（平成25年）6月	経済産業省産業技術環境局長[2]
- 2015年（平成27年）7月	経済産業省通商政策局長[2]、内閣官房内閣審議官（内閣官房副長官補付）、内閣官房TPP政府対策本部員
- 2016年（平成28年）6月	経済産業審議官[2]
- 2017年（平成29年）7月	経済産業省顧問[2]
- 2017年（平成29年）12月	I-Pulse Inc. Executive Vice Chairman & Director、日本I-Pulse株式会社代表取締役社長[2]
- 2021年（令和3年）6月	ミネベアミツミ株式会社取締役[2]
- 2022年（令和4年）1月	株式会社Geo Dreams顧問[3]